# Mary Fonden
Mary Fonden - H.M. Dronning Marys Fond er en fond, der har til formål at yde bistand til formål at forebygge og afhjælpe social isolation. Fondens formand er Dronning Mary.

## Baggrund
Initiativet til Mary Fonden daterer tilbage til maj 2004, hvor 1,1 mio. kr. blev indsamlet i Danmark og Grønland og skænket som en gave i anledning af Kronprinsparrets bryllup.
I 2006 tog Hendes Kongelige Højhed Kronprinsesse Mary de første skridt mod den nuværende fond og stiftede "Mary Fonden – H.K.H. Kronprinsesse Marys Fond".
Størstedelen af inspirationen er hentet fra Kronprinsessens sociale arbejde med protektioner, hvorigennem det er blevet tydeliggjort, at social isolation spiller en særlig rolle i mange af problemstillingerne. Dertil kommer inspirationen fra andre fonde rundt om i verden.

## Formål
Mary Fondens grundtanke er, at alle har ret til at høre til. Formålet er beskrevet i fundatsen: 
"Fondens formål er at virke til gavn for børn, voksne og familier, hvor miljø, arv, sygdom eller andre forhold har resulteret i, at den enkelte føler sig socialt isoleret eller ekskluderet. Fonden skal gennem opfyldelse af formålet søge at give den enkelte et bedre liv, tilhørsforhold og fællesskab samt fremme tolerance overfor forskellighed og skabe håb".
| Citat | Mary Fondens grundtanke er, at alle har ret til at høre til. Vores formål er at forebygge og afhjælpe social isolation, fremme tolerance og forståelse for forskellighed og skabe håb. | Citat |
|       | |       |

## Fri For Mobberi
Mary Fonden og Red Barnet har i samarbejde skabt Fri For Mobberi som skal forebygge mobning i vuggestue, dagpleje, børnehaven og 0.-3. klasse. 